# Mamadi Diakité

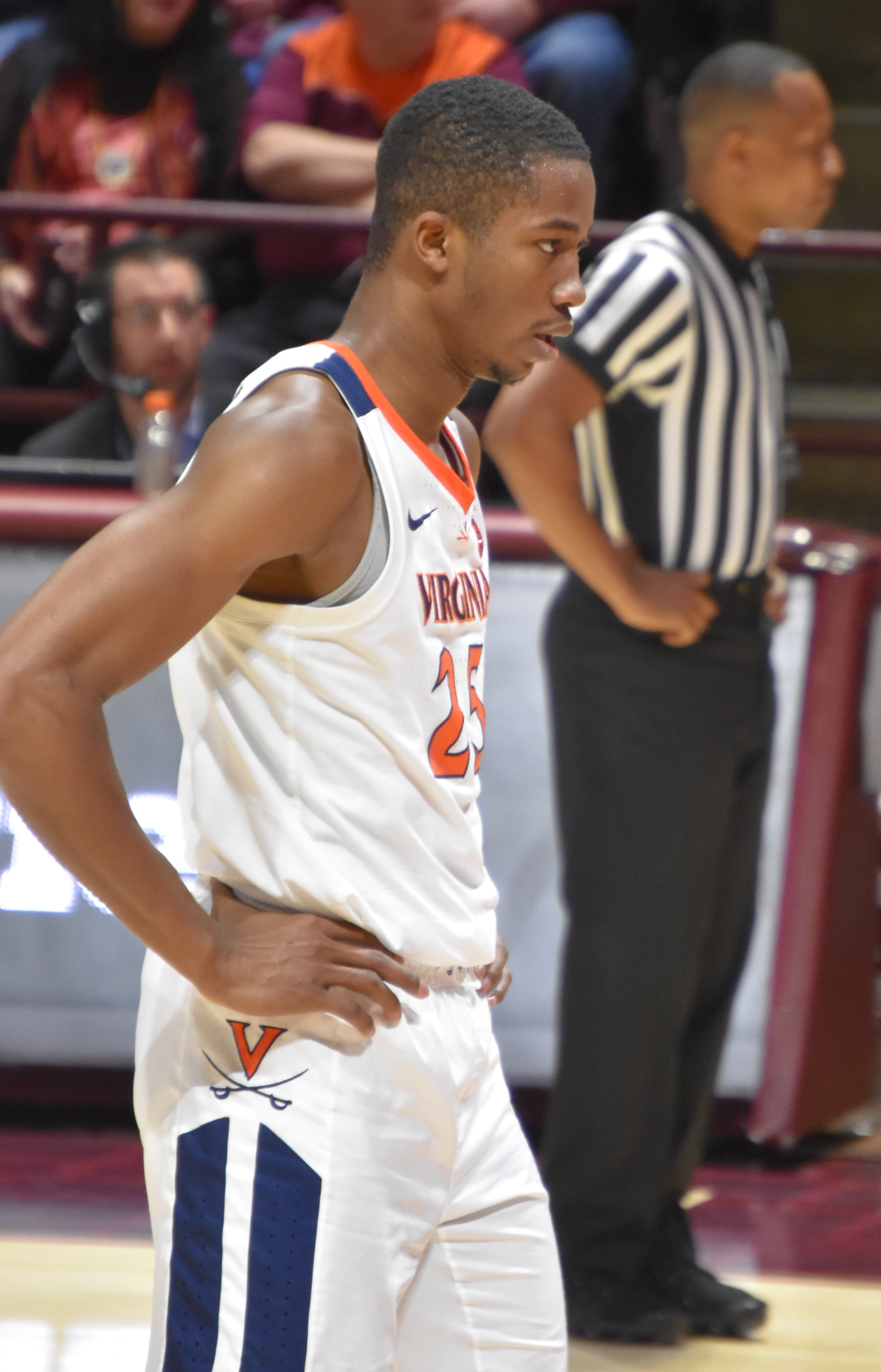
Mamadi Diakité, 2019.

Mamadi Diakité, född 21 januari 1997 i Conakry, är en guineansk professionell basketspelare (PF) som spelar för Phoenix Suns i National Basketball Association (NBA). Han har tidigare spelat för Milwaukee Bucks, Oklahoma City Thunder, Cleveland Cavaliers, San Antonio Spurs och New York Knicks.
Diakité var med och vinna NBA-mästerskapet med Milwaukee Bucks för säsongen 2020–2021.
Han blev aldrig NBA-draftad.
Innan Diakité blev proffs studerade han vid University of Virginia och spelade för deras idrottsförening Virginia Cavaliers.